# Elezioni europee del 2019 in Belgio
Le elezioni europee del 2019 in Belgio si sono tenute domenica 26 maggio per eleggere i 21 membri del Parlamento europeo spettanti al Belgio.

## Risultati
| Liste  | Liste                                               | Gruppo    | Circoscrizione         | Voti      | %     | Seggi |
| ------ | --------------------------------------------------- | --------- | ---------------------- | --------- | ----- | ----- |
|        | Nuova Alleanza Fiamminga (N-VA)                     | ECR       | Fiamminga              | 954.048   | 14,17 | 3     |
|        | Vlaams Belang (VB)                                  | ID        | Fiamminga              | 811.169   | 12,05 | 3     |
|        | Liberali e Democratici Fiamminghi Aperti (Open VLD) | RE        | Fiamminga              | 678.051   | 10,07 | 2     |
|        | Partito Socialista (PS)                             | S&D       | Francofona/Germanofona | 655.812   | 9,74  | 2     |
|        | Cristiano-Democratici e Fiamminghi (CD&V)           | PPE       | Fiamminga              | 617.651   | 9,17  | 2     |
|        | Verdi (GROEN)                                       | Verdi/ALE | Fiamminga              | 525.908   | 7,81  | 1     |
|        | Ecolo                                               | Verdi/ALE | Francofona/Germanofona | 492.330   | 7,31  | 2     |
|        | Movimento Riformatore (MR)                          | RE        | Francofona             | 470.654   | 6,99  | 2     |
|        | Partito Socialista Differente (SP.A)                | S&D       | Fiamminga              | 434.002   | 6,45  | 1     |
|        | Partito del Lavoro del Belgio (vallone) (PTB)       | GUE/NGL   | Francofona             | 355.883   | 5,29  | 1     |
|        | Centro Democratico Umanista (CDH)                   | PPE       | Francofona             | 218.078   | 3,24  | 1     |
|        | Partito del Lavoro del Belgio (fiammingo) (PVDA)    | -         | Fiamminga              | 210.391   | 3,13  | -     |
|        | Federalisti Democratici Francofoni (DéFI)           | -         | Francofona             | 144.555   | 2,15  | -     |
|        | Partito Popolare (PP)                               | -         | Francofona             | 113.793   | 1,69  | -     |
|        | Volt Europa                                         | -         | Fiamminga              | 20.385    | 0,30  | -     |
|        | Partito Cristiano Sociale (CSP)                     | PPE       | Germanofona            | 14.247    | 0,21  | 1     |
|        | ProDG                                               | -         | Germanofona            | 5.360     | 0,08  | -     |
|        | Partito per la Libertà e il Progresso               | -         | Germanofona            | 4.684     | 0,07  | -     |
|        | Vivant                                              | -         | Germanofona            | 4.550     | 0,07  | -     |
|        | Per gli Animali                                     | -         | Germanofona            | 606       | 0,01  | -     |
| Totale | Totale                                              | Totale    | Totale                 | 6.732.157 |       | 21    |

- Partito Socialista: 651.157 voti ottenuti nella circoscrizione francofona, 4.655 nella circoscrizione germanofona.
- Ecolo: 485.655 voti ottenuti nella circoscrizione francofona, 6.675 nella circoscrizione germanofona.
- Movimento Riformatore + Partito per la Libertà e il Progresso: 475.338 voti (MR-PFF).
- Centro Democratico Umanista + Partito Cristiano Sociale: 232.325 voti (CDH-CSP).